# حقوق الإنسان في تايلاند

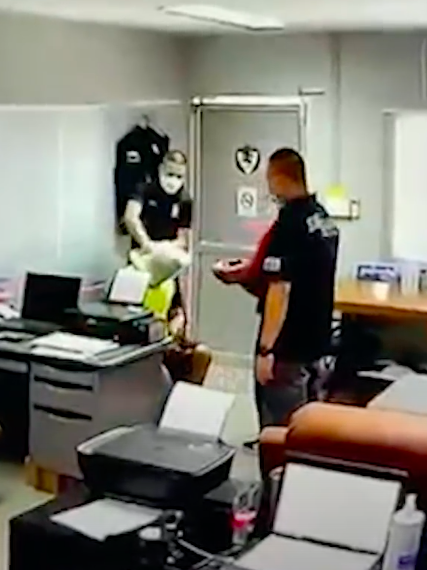
التعذيب حتى الموت على يد الشرطة الملكية التايلاندية في تايلاند في عام 2021

كانت تايلاند من أوائل الدول التي وقعت على الإعلان العالمي لحقوق الإنسان الصادر عن الأمم المتحدة لعام 1948 وبدت أنها ملتزمة بحماية حقوق الإنسان في تايلاند. في الممارسة العملية على أرض الواقع، كان باستطاعة النافذين انتهاك حقوق الإنسان لمواطنيهم بلا عقاب. من عام 1977 إلى عام 1988، أفادت منظمة العفو الدولية أن «هناك. 1436 حالة مزعومة من الاحتجاز التعسفي، و58 حالة اختفاء قسري، و148 حالة تعذيب، و345 عملية قتل خارج نطاق القضاء في تايلاند. حقّقت السلطات وبيّنت كل حالة».  تشير منظمة العفو الدولية في تقريرها 2017/18 «حالة حقوق الإنسان في العالم» أنه لم يتغير الكثير في هذه الأثناء.
عندما تولّت حكومة رئيس الوزراء برايوت تشان-أو-تشا المنتخبة حديثًا السلطة في منتصف عام 2019، لم يُظهر سجل حقوق الإنسان في تايلاند أي مؤشرات على التغيير وفقًا لمنظمة هيومن رايتس ووتش.

## الضمانات الدستورية
أُبطِل العمل بدستور عام 1997 في سبتمبر 2006 في أعقاب الانقلاب العسكري. فرض النظام العسكري دستوراً مؤقتاً عُمِل به إلى حين الموافقة على نسخة 2007 بعد عام على الاستفتاء. ألغى النظام العسكري الذي تولى السلطة في مايو 2014 العمل بدستور 2007 جزئيًا واستعاض عنه بدستور مؤقت يُعمل به إلى حين المصادقة على الدستور الجديد في عام 2016.
أُدخِلت العديد من الحقوق الجديدة على دستور 1997. ومن بين هذه الحقوق: حق الحصول على التعليم المجاني، وحقوق المجتمعات التقليدية، والحق في الاحتجاج السلمي على الانقلابات وعلى غيرها من الوسائل غير الدستورية للاستيلاء على السلطة. بالإضافة لإدخال حقوق الأطفال والمسنين وحقوق المعوقين، والمساواة بين الجنسين. واعترف دستور 1997 بحرية المعلومات والحق في الصحة العامة والتعليم وحقوق المستهلك. اعترف  دستور عام 1997 بما مجموعه 40 حقًا، مقارنة بتسعة حقوق فقط منصوص عليها في دستور عام 1932.
ينصّ الدستور الحالي (دستور 2016)، الذي صاغته هيئة عينها المجلس العسكري (المجلس الوطني للسلام والحفاظ على النظام NCPO)، في البند 4 على ما يلي: «يجب حماية كرامة الإنسان وحقوقه وحريته وضمان المساواة». ولا يتنافى هذا عما جاء به دستور 2007. فيما تذكر البنود من 26 إلى 63 مجموعة واسعة من الحقوق المحددة في مجالات كالعدالة الجنائية والتعليم وعدم التمييز والدين وحرية التعبير.
أعاد دستور 2007 الكثير من الحقوق المعترف بوضوح من مجموعة شاملة في «دستور الشعب لعام 1997». بيّن هذا الدستور الحق في حرية التعبير وحرية الصحافة وحرية التجمع السلمي وحرية تأسيس الجمعيات والحرية الدينية وحرية التنقل داخل البلاد وخارجها.

## انتهاكات حقوق الإنسان
أعربت وزارة الخارجية الأمريكية وجهات أخرى عن قلقها إزاء مجالات عدة:

### الاتجار بالبشر
تعد قضية الاتجار بالبشر من القضايا الرئيسية في تايلاند. وهذا يشمل خداع وخطف رجال من كمبوديا وبيعهم في قوارب الصيد غير المشروع التي تجوب خليج تايلاند وبحر الصين الجنوبي. وُعِد هؤلاء الرجال بوظائف ذات أجور أفضل، لكن بدلاً من ذلك أجبروا على العمل كعبيد بحريين لثلاث سنوات. غطّت العديد من المنظمات الإخبارية الدولية بما في ذلك الغارديان وأسوشيتد برس ونيويورك تايمز الموضوع على نطاق واسع. وفازت وكالة أسوشيتد برس بالتحديد بجوائز مهمة لتغطيتها للحدث (على الرغم من أنه لا يخلو من الجدل بسبب المبالغة في تقدير دورها في مكافحة الاتجار). الاتجار بالأطفال هو أيضًا قضية رئيسية أخرى في تايلاند. يُجبَر الأطفال المخطوفون الذين لا تتجاوز أعمارهم أربعة أعوام على العمل رقيقًا للجنس في المدن الكبرى كبانكوك وفوكيت. هذه الأنشطة منتشرة في المناطق الريفية على في تايلاند على وجه الخصوص.
ما زالت حالات العمالة القسرية في صناعة الأسماك والجمبري وكذلك عمالة الأطفال في صناعة المواد الإباحية موجودة في تايلاند وأُبلِغ عنها في تقرير أعدته وزارة العمل الأمريكية لعام 2013 عن أسوأ أشكال عمالة الأطفال وفي «قائمة السلع لعام 2014 التي تنتجها عمالة الأطفال أو العمل القسري».

### حرية الصحافة وحق التجمع
في أعقاب انقلاب عامي 2006 و2014، تدهور الحق في حرية التعبير وتأسيس الجمعيات وحرية التنقل تدهورًا خطيرًا. فرضت الحكومات العسكرية حظرًا على الاجتماعات السياسية وحظرت انتقادات وسائل الإعلام. وحظرت الحكومة أيضاً جميع أنواع الأنشطة السياسية.
لاحظ تحالف الصحافة في جنوب شرق آسيا أن البيئة الإعلامية في تايلاند -التي كانت قبل الانقلاب تُعتبر أحد أكثر الدول حريةً في آسيا وأكثرها حيوية- قد تدهورت سريعًا بعد الإطاحة العسكرية بثاكسين شيناواترا. وأشار إلى إغلاق محطات الإذاعة المجتمعية في المقاطعات التايلاندية، والحظر المتقطع للقنوات الإخبارية وتعليق بعض المواقع التايلندية المخصصة لمناقشة تداعيات التدخل العسكري على الديمقراطية التايلاندية. أشار تحالف الصحافة في جنوب شرق آسيا إلى أنه على الرغم من عدم ظهور حملة قمع ضد الصحفيين وأن المراسلين الأجانب والمحليين بدوا أحرارًا في التجوال وإجراء المقابلات وإعداد التقارير حول الانقلاب كما يرون مناسبًا، فإن الرقابة الذاتية كانت قضية بحد ذاتها في غرف الأخبار التايلاندية.
قدّمت الصحفية البريطانية سوزان بوكانان تقريرًا عن سلسلة الوفيات الأخيرة من الضحايا السياح والاعتداءات الجنسية في كو تاو. رغم أنها لم تزر تايلاند منذ أكثر من عامين، فقد أصبحت مطلوبة لدى الشرطة التي تقول إنها تروِّج أخبارًا كاذبة.
احتُجز الصحفي الفيتنامي ترونج دوي نهات في هانوي (كما اعترفت السلطات الفيتنامية) بعد اعتقاله في 26 يناير 2019 في بانكوك مباشرة بعد تقديمه طلب لجوء إلى مفوض الأمم المتحدة السامي لشؤون اللاجئين (UNHCR). وفقاً لمنظمة العفو الدولية غير الحكومية المعنية بحقوق الإنسان، تتعرض السلطات التايلاندية الآن لضغوط للتحقيق في تورط الشرطة التايلندية في اختطاف واحتجاز نهات.

### تمرد جنوب تايلاند
أُبلِغ عن مشاكل في المقاطعات الجنوبية ذات الصلة بتمرد جنوب تايلاند. وتفيد التقارير أن نحو 180 شخصًا قد توفوا هناك أثناء احتجازهم في عام 2004. في قضية بارزة على وجه الخصوص، قيل إن محامي حقوق الإنسان المسلم سومشاي نيلافايجيت تعرّض للمضايقة والتهديد والاختفاء القسري في نهاية الأمر في مارس 2004 بعد مزاعم بتعذيبه على أيدي قوات أمن الدولة. في عام 2006 صرّح رئيس الوزراء ثاكسين شيناواترا أنه يعتقد أن سومشاي قد مات وأن قوات أمن الدولة متورطة في ملابسات وفاته. وفي نهاية المطاف، وُجهت تهمة قتل سومتشاي إلى خمسة من رجال الشرطة، على الرغم من أن المحاكمة أسفرت فقط عن إدانة واحدة أُسقِطت في الاستئناف في مارس 2011. وقد ندّدت اللجنة الآسيوية لحقوق الإنسان بهذا الحكم، وأعلنت أنجخانا زوجة سومتشاي عزمها على مواصلة استئناف القضية أمام المحكمة العليا في تايلاند. منذ عام 2007 توفي عدد من المتمردين المشتبه بهم وهم رهن الاحتجاز وأصيب بعضهم بجروح مثيرة للريبة.

### اللاجئين البورميين
يمكن للاجئين البورميين في تايلاند الإقامة في أحد مخيمات اللاجئين على طول الحدود مع بورما، والتي تحميهم من الاعتقال والإبعاد بإجراءات موجزة إلى بورما، لكنهم يفتقرون إلى حرية التنقل أو العمل. أو يمكنهم العيش والعمل خارج المخيمات، ولكن عادةً دون وجود صفة قانونية معترف بها من أي نوع، ما يجعلهم عرضة للاعتقال والترحيل. منذ عام 2005 حتى عام 2011، أُعيد توطين أكثر من 76000 لاجئ بورمي من المخيمات الحدودية إلى بلدان ثالثة، على الرغم من أن العدد الإجمالي لسكان المخيم بقي نحو 140.000. 
تعتبر الحكومة التايلاندية لاجئي المخيم الذين يغامرون بالخروج من المخيمات من الأجانب غير الشرعيين وتعمد على اعتقالهم. تقبض الشرطة أو القوات شبه العسكرية التايلندية بانتظام على سكان المخيم وتُعيدهم إلى المخيم إذا دفعوا رشاوى كافية، أو ترسلهم إلى أحد مراكز احتجاز المهاجرين في تايلاند، ثم يرحلونهم إلى بورما. يجد اللاجئون في المخيمات أنفسهم عرضة للإيذاء والاستغلال على أيدي اللاجئين الآخرين. يتمتع اللاجئون الذين يعملون بصفتهم رجال أمن للمخيم بالإضافة إلى قادة المخيمات وسكان المخيم الذين لهم صلات خفية بالجماعات العرقية المسلحة داخل بورما بالسلطة في المخيمات.